# Editorial Trotta
La Editorial Trotta es una editorial española con sede en Madrid que inicia su actividad en octubre de 1990.

## Catálogo
Su propuesta editorial está centrada en la difusión de libros científico-técnicos en el campo de las ciencias sociales, con un marcado carácter interdisciplinar y atendiendo de modo especial a las últimas investigaciones.
Su propósito inicial fue atender un programa especializado en libros de ensayo, con un marcado carácter interdisciplinar. Posteriormente, su catálogo se fue abriendo a nuevas secciones orientadas hacia la literatura de creación y la poesía.

### Colecciones
- Al-Ándalus. Textos y Estudios
- Biblioteca de Ciencias Bíblicas y Orientales
- Clásicos de la Cultura
- Enciclopedia Iberoamericana de Filosofía EIAF
- Estructuras y Procesos. Antropología
- Estructuras y Procesos. Ciencias sociales
- Estructuras y Procesos. Derecho
- Estructuras y Procesos. Filosofía
- Estructuras y Procesos. Psicología cognitiva
- Estructuras y Procesos. Religión
- Fuera de colección
- Historia General de América Latina HGAL
- La Dicha de Enmudecer
- Minima Trotta
- Obra completa de Carl Gustav Jung
- Obra reunida de Américo Castro
- Obras completas de José Luis López Aranguren
- Obras completas de José María Valverde
- Obras completas de Luis Rosales
- Paradigmas
- Pliegos de Oriente
- Publicaciones periódicas
- Tiempo recobrado
- Torre del Aire

### Bibliotecas de autor
- Biblioteca Hans Küng
- Biblioteca Simone Weil

## Premios
Trotta ha recibido diversos premios y reconocimientos:
- En 1999 obtiene el Premio Nacional a la Mejor Labor Editorial Cultural.
- En 2000 y 2005 se le concede el Premio Nacional de Edición Universitaria.
- En el año 2000, la edición de las obras completas de Paul Celan, cuya traducción llevó a cabo J. L. Reina Palazón, recibe el Premio Nacional de Traducción.
- En 2007, el Premio Panhispánico de Traducción Especializada por la edición de El libro de las generalidades de la medicina de Averroes.